# Max Stedman
Max Stedman (Crowthorne, Berkshire, 22 de març de 1996) és un ciclista anglès. Professional des del 2016 amb l'equip Pedal Heaven, al 2017 va fitxar pel BIKE Channel Canyon. En el seu palmarès destaquen el Tour d'Antalya del 2020 i la Volta a Albània del 2023.

## Palmarès
- 2017
  - 1r al Tour de Quanzhou Bay i vencedor d'una etapa
- 2018
  - 1r al Tour de Quanzhou Bay i vencedor d'una etapa
  - 1r a la Kibosh Road Racing
- 2020
  - 1r al Tour d'Antalya
- 2023
  - 1r a la Volta a Albània i vencedor d'una etapa
  - 1r al Gran Premi Erciyes
  - 1r al Tour de Yiğido i vencedor de 2 etapes
- 2024
  - 1r al Gran Premi Altınkale